# سيمون دي روخاس
سيمون دي روخاس (بالإسبانية: Simón de Rojas)‏ (و. 1552 – 1624 م) هو برسبيتر شيخ إسباني، ولد في بلد الوليـد، توفي في مدريد، عن عمر يناهز 72 عاماً.

## مناصب
تولى منصب رئيس الدير
.

## التعليم
تعلم في جامعة سلامنكا
.